# 厄瓜多尔七月革命
七月革命（西班牙语： Revolución Juliana ）是1925年7月厄瓜多尔的青年军官发动的反对该国總統贡萨洛·科尔多瓦统治的起事，最終贡萨洛·科尔多瓦被推翻>。